# Бутоконазол
Бутоконазол — синтетичний протигрибковий препарат, що належить до підгрупи імідазолів класу азолів для місцевого застосування.

## Фармакологічні властивості
Бутоконазол — синтетичний протигрибковий препарат класу азолів широкого спектру дії. Препарат має як фунгіцидну, так і фунгістатичну дію, що залежить від концентрації препарату. Механізм дії полягає в пошкодженні клітинних мембран грибків, порушенні ліпідного обміну та проникності клітинної стінки грибків. До препарату чутливі грибки родів Candida spp, Trichophyton spp., Microsporum spp., Epidermophyton spp. Чутливими до бутоконазолу є також частина грампозитивних бактерій.

### Фармакокінетика
Бутоконазол при місцевому застосуванні погано всмоктується через шкіру та слизову оболонку вагіни, системне всмоктування становить в середньому 1,7%. Максимальна концентрація препарату в крові досягається через 13 годин. Бутоконазол не створює високих концентрацій у крові та внутрішніх органах. Немає даних щодо проникнення бутоконазолу через плацентарний бар'єр та виділення препарату в грудне молоко. Метаболізується препарат в печінці з утворенням неактивних метаболітів. Виводиться бутоконазол з організму переважно нирками та з жовчю. Період напіввиведення препарату не досліджений, але бутоконазол виявляють на слизовій піхви через 4 дні після нанесення.

## Показання до застосування
Бутоконазол застосовується при вагінальному кандидозі, підтвердженому мікроскопічним або культуральним дослідженням мазка з вагіни.

## Побічна дія
При застосуванні бутоконазолу відносно часто (до 5,7% випадків застосування) можливо виникнення побічних ефектів: алергічних реакцій, відчуття печіння або свербежу у вагіні, її болючості або набряку, болів у животі, спазмів в животі.

## Протипокази
Бутоконазол протипоказаний при підвищеній чутливості до імідазолів. З обережністю препарат застосовують при вагітності та годуванні грудьми.

## Форми випуску
Бутоконазол випускається у вигляді вагінального крему по 20 г.